# Kobzar (boek)
Kobzar is de titel van het eerste boek van Taras Sjevtsjenko met een serie van zijn gedichten. Kobzar is afgeleid van het woord kobza (Oekraïens: кобза) een troubadour, minstreel of zanger.
De eerste uitgave van de Kobzar bevat acht gedichten en een voorwoord in dichtvorm, de meeste zijn in de vorm van romantische ballades.
Deze acht gedichten zijn:
- Думи мої, думи мої, лихо мені з вами[2], Mijn gedachtes, mijn gedachtes, het is slecht voor mij vanwege jou.
- Перебендя[3], Perebendya[4].
- Катерина[5], Kateryna.
- Тополя[6], Populier.
- Думка ("Нащо мені чорні брови")[7], Waarom zou ik Zwarte Wenkbrauwen hebben.
- До Основ'яненка[8], Aan Osnovjanenko.
- Іван Підкова[9], Ivan Pidkova.
- Тарасова ніч[10], Taras' nacht.

De eerste druk is verschenen in 1840 bij P. Martos in Sint-Petersburg. De titel Kobzar wordt af en toe ook gebruikt voor het literaire oeuvre van Sjevtsjenko en wordt beschouwd als het symbool van de Oekraïense literatuur en een wederopstanding van Oekraïne. De literatuur van Sjevtsjenko heeft een werking op de nationale geest van Oekraïense bevolking. Er zijn twee bundels verschenen met dezelfde naam in 1844 en in 1860 met nieuwe gedichten.
In 1844 verscheen eveneens een andere versie van de originele Kobzar met als titel Tsjyhyrynskyj Kobzar ('Tsjyhyryn Kobzar) met een toegevoegd gedicht Гайдамаки, Hajdamaky.

## Afbeeldingen

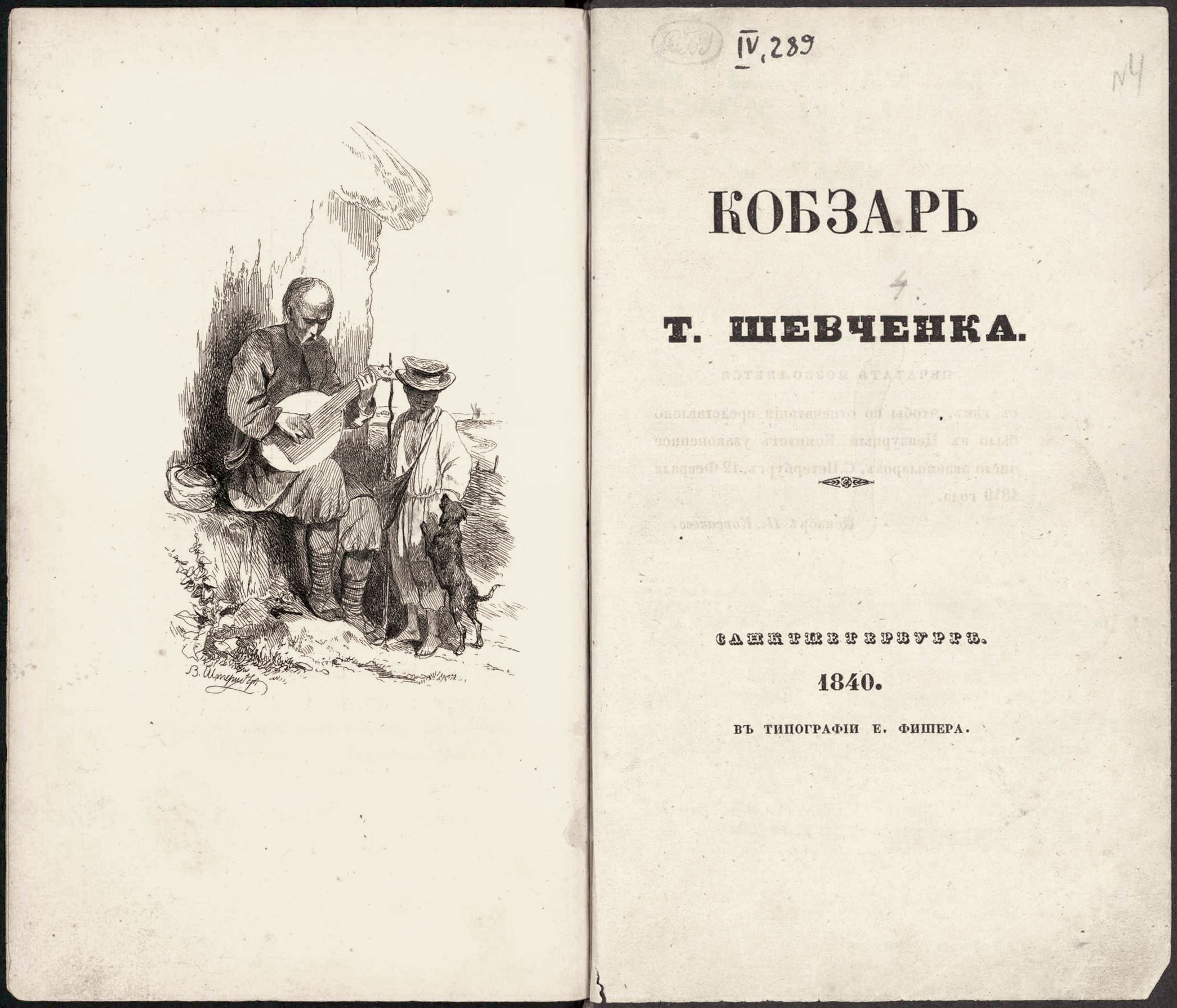
Taras Sjevtsjenko. Omslag van de eerste druk van de Kobzar, 1840.
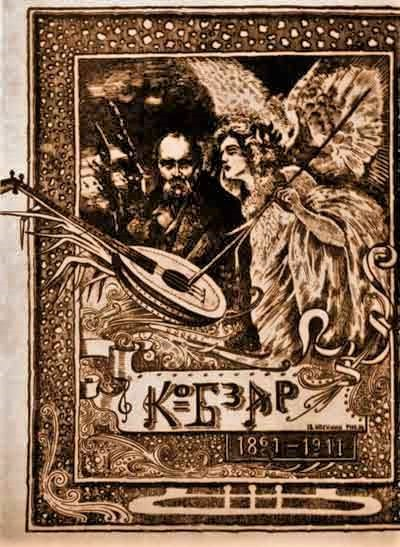
Taras Sjevtsjenko. Omslag van de Kobzar, 1911.

De publicatie was verboden onder het Ems Ukase-besluit. Dit besluit, Ems Oekaz of Ems Ukase (Russisch: Эмский указ, Emskiy ukaz; Oekraïense: Емський указ, Ems’kyy ukaz), was een geheim besluit (oekaze) van tsaar Alexander II van Rusland uit 1876. De naam werd ontleend aan Bad Ems, Duitsland, waar het decreet werd uitgegeven. Het werd verboden Oekraïense literatuur te laten verschijnen. Publicatie van deze literatuur vond daarom plaats in een niet door Rusland overheerst gebied zoals Duitsland en het huidige Tsjechië.